# Mestna hiša, Praga
Mestna hiša (češko Obecní dům) je javna zgradba, v kateri domuje Smetanova dvorana, praznično koncertno prizorišče v Pragi, Češka. Njen naslov je Náměstí Republiky 5, poleg Smodniških vrat v središču mesta.

## Zgodovina
Kraljeva dvorna palača je stala na območju sedanje Mestne hiše. Češki kralj je v njej živel od 1383 do 1485. Po letu 1485 je bila opuščena. Porušena je bila v začetku 20. stoletja. Gradnja sedanje stavbe se je začela leta 1905. Končana je bila leta 1912. Zgradbo sta zasnovala arhitekta Oswald Polivka in Antonín Balšánek. 
Mestna hiša je bila prizorišče razglasitve neodvisnosti Češkoslovaške.

## Arhitektura in umetnost
Stavba je oblikovana v arhitekturnem slogu art nouveau. Zunanjost zgradbe jnad vhodom zaznamuje alegoričen mozaik in štukaturni okras. Nad vhodom je mozaik, imenovan Poklon Pragi  Karla Špillarja. Na obeh straneh so alegorične kiparske skupine, ki predstavljajo Degradacijo ljudi in Vstajenje ljudi  Ladislava Šalouna. Smetanova dvorana se uporablja kot koncertna in plesna dvorana, v pritličju je kavarna in restavracija. Vogal stavbe ima  stekleno kupolo. V notranjosti so umetniška dela  Alfonsa Muche,  Jana Preislerja in  Maxa Švabinskega in drugih.
Poleg koncertne in plesne dvorane sta v zgradbi ob veliki veži in pred stopniščem v dvorano kavarna z gostinskim vrtom in ugledna restavracija. Veliko notranjih prostorov je zaprtih za javnost. Odprejo jih le za vodene oglede.

## Galerija
- Mestna hiša
- Mozaik nad vhodom
- Detajl vitraja
- Smetanova dvorana
- Galerija v Smetanovi dvorani
- Kip v Smetanovi dvorani